# International Financial Centre Tower 2
L'International Financial Centre Tower 2 est un gratte-ciel de 213 mètres construit en 2016 à Jakarta en Indonésie par Samsung C&T. 